# Marco Arnolfo
Marco Arnolfo (* 10. listopadu 1952 Cavallermaggiore) je italský římskokatolický duchovní a arcibiskup Vercelli.

## Život
Narodil se 10. listopadu 1952 v Cavallermaggiore.
Po nižším semináři v Rivoli vstoupil do arcibiskupského semináře v Turíně. Teologické vzdělávání získal na Papežské teologické fakultě Severní Itálie. Je absolventem studia pastorální teologie Papežské salesiánské univerzity a oboru fyzika na Turínské univerzitě. Dne 25. června 1978 byl arcibiskupem Anastasiem Albertem Ballestrerem vysvěcen na kněze. Stal se farním vikářem farnosti Santa Maria della Scala v Chieri a roku 1982 farnosti svatých Petra a Pavla v Santeně. Od roku 1987 do roku 2001 byl rektorem nižšího semináře v Turíně.
Od roku 2001 se stal farářem farnosti svatého Jana Křtitele v Orbassanu, ve farnosti s 25 tisíci pokřtěnými. Byl také rektorem kostela Panny Marie Fatimské. Roku 2008 byl jmenován biskupským vikářem Západního Turína a 20. března 2010 mu byl udělen titul Kaplan Jeho Svatosti.
Dne 27. února 2014 jej papež František jmenoval metropolitním arcibiskupem Vercelli. Biskupské svěcení přijal 11. května z rukou arcibiskupa Cesare Nosiglii a spolusvětiteli byli arcibiskup Enrico Masseroni a biskup Gabriele Mana. Dne 29. června obdržel od papeže pallium.